# جوزيب سيميتش
جوزيب سيميتش (بالكرواتية: Josip Šimić)‏ هو لاعب كرة قدم كرواتي في مركز الهجوم، ولد في 16 سبتمبر 1977 في زغرب في كرواتيا. شارك مع منتخب كرواتيا تحت 17 سنة لكرة القدم ومنتخب كرواتيا تحت 20 سنة لكرة القدم ومنتخب كرواتيا تحت 21 سنة لكرة القدم ومنتخب كرواتيا لكرة القدم. أما مع النوادي، فقد لعب مع أريس تسالونيكي وأولسان هيونداي ودينامو زغرب وكلوب بروج ونادي فاراجدين ونادي كارنتين.

## وصلات خارجية
- جوزيب سيميتش على موقع دوري كوريا الجنوبية (الإنجليزية)
- جوزيب سيميتش على موقع قاعدة بيانات كرة القدم.إي يو (الإنجليزية)
- جوزيب سيميتش على موقع ناشيونال فوتبول تيمز (الإنجليزية)